# Cryptus azurescens
Cryptus azurescens är en stekelart som beskrevs av Schiodte 1839. Cryptus azurescens ingår i släktet Cryptus och familjen brokparasitsteklar. Inga underarter finns listade i Catalogue of Life.